# Elección al Senado de los Estados Unidos en Pensilvania de 2022
Las elecciones al Senado de los Estados Unidos Pensilvania se realizaron el 8 de noviembre de 2022 para elegir a un miembro del Senado de los Estados Unidos para representar a Pensilvania.
El titular republicano de dos mandatos, Pat Toomey, anunció el 5 de octubre de 2020 que no se presentaría a la reelección para un tercer mandato. Debido a este desarrollo, se espera que la elección sea competitiva e importante para determinar si los demócratas o los republicanos controlarán el Senado en 2023. Esto se atribuye a que el escaño está abierto para los republicanos ubicado en un estado que ganó el presidente Joe Biden en las elecciones presidenciales de 2020. De todos los escaños del Senado de Clase 3, muchos demócratas consideran que el de Pensilvania es la mejor oportunidad posible de obtener un escaño ocupado por los republicanos.
La primaria se llevó a cabo el 17 de mayo y el vicegobernador John Fetterman aseguró la nominación demócrata.
Los resultados finales de las primarias republicanas aún se están tabulando, sujetos a un recuento electoral obligatorio. Mehmet Oz y David McCormick están casi empatados, separados por una diferencia del 0,1%. La ley electoral de Pensilvania exige un recuento automático si la diferencia entre los dos candidatos principales para un cargo estatal es del 0,5 % de los votos o menos.